# Episodi de I Simpson (sedicesima stagione)
La sedicesima stagione de I Simpson (serie di produzione GABF) è andata in onda negli Stati Uniti dal 7 novembre 2004 al 15 maggio 2005.
La stagione comprende sei episodi della serie di produzione FABF, relativa alla precedente stagione.
L'episodio Future-Drama è il 350° della serie.
In Italia sette episodi sono stati trasmessi tra il 3 e l'11 novembre del 2005, mentre altri tredici sono andati in onda dal 6 al 22 marzo del 2006, tutti su Italia 1; l'episodio Nascerà una stellina è stato trasmesso il 10 settembre 2007 assieme a quattro episodi della diciottesima stagione nella raccolta Simpson Première.
Dal 2 dicembre 2013 è in vendita il cofanetto contenente la sedicesima stagione completa.
| N° | Codice di produzione | Titolo italiano                                               | Titolo originale                          | Prima TV USA     | Prima TV Italia   |
| -- | -------------------- | ------------------------------------------------------------- | ----------------------------------------- | ---------------- | ----------------- |
| 1  | FABF23               | La paura fa novanta XV                                        | Treehouse of Horror XV                    | 7 novembre 2004  | 8 novembre 2005   |
| 2  | FABF20               | Tutto è lecito in guerra e in cucina                          | All's Fair in Oven War                    | 14 novembre 2004 | 3 novembre 2005   |
| 3  | FABF19               | A letto con il nemico                                         | Sleeping with the Enemy                   | 21 novembre 2004 | 9 novembre 2005   |
| 4  | FABF22               | Ultime notizie: Marge si ribella                              | She Used to Be My Girl                    | 5 dicembre 2004  | 6 marzo 2006      |
| 5  | FABF21               | Bart, l'ometto di casa                                        | Fat Man and Little Boy                    | 12 dicembre 2004 | 7 marzo 2006      |
| 6  | FABF16               | Bando al contrabbando                                         | Midnight Rx                               | 16 gennaio 2005  | 4 novembre 2005   |
| 7  | GABF01               | Marge a tutta birra                                           | Mommie Beerest                            | 30 gennaio 2005  | 10 novembre 2005  |
| 8  | GABF02               | Homer annega nel suo diluvio universale                       | Homer and Ned's Hail Mary Pass            | 6 febbraio 2005  | 7 novembre 2005   |
| 9  | GABF03               | Marachella rap                                                | Pranksta Rap                              | 13 febbraio 2005 | 11 novembre 2005  |
| 10 | GABF04               | Gay, un invito a nozze                                        | There's Something About Marrying          | 20 febbraio 2005 | 8 marzo 2006      |
| 11 | GABF05               | Parenti serpenti, fratelli coltelli                           | On a Clear Day I Can't See My Sister      | 6 marzo 2005     | 9 marzo 2006      |
| 12 | GABF06               | Adozione made in Cina (bimba in adozione, marito in prestito) | Goo Goo Gai Pan                           | 13 marzo 2005    | 10 marzo 2006     |
| 13 | GABF07               | Roulotte russa                                                | Mobile Homer                              | 20 marzo 2005    | 13 marzo 2006     |
| 14 | GABF08               | Homer, un canarino in gabbia                                  | The Seven-Beer Snitch                     | 3 aprile 2005    | 14 marzo 2006     |
| 15 | GABF12               | Future-Drama                                                  | Future-Drama                              | 17 aprile 2005   | 15 marzo 2006     |
| 16 | GABF10               | Homer fra tetti e Tettone                                     | Don't Fear the Roofer                     | 1 maggio 2005    | 16 marzo 2006     |
| 17 | GABF11               | Bart infartato                                                | The Heartbroke Kid                        | 1 maggio 2005    | 17 marzo 2006     |
| 18 | GABF13               | Nascerà una stellina                                          | A Star Is Torn                            | 8 maggio 2005    | 10 settembre 2007 |
| 19 | GABF14               | Apocalisse o non apocalisse                                   | Thank God It's Doomsday                   | 8 maggio 2005    | 20 marzo 2006     |
| 20 | GABF15               | Casa alla larga da Homer                                      | Home Away from Homer                      | 15 maggio 2005   | 21 marzo 2006     |
| 21 | GABF09               | Padre, figlio e spirito pratico                               | The Father, The Son & The Holy Guest Star | 15 maggio 2005   | 22 marzo 2006     |

## La paura fa novanta XV
- Sceneggiatura: Bill Odenkirk
- Regia: David Silverman
- Messa in onda originale: 7 novembre 2004
- Messa in onda italiana: 8 novembre 2005

Tre storie di Halloween, introdotte da una sitcom in cui sono protagonisti Kang e Kodos che preparano la famiglia Simpson come cena del loro capo:
- La zona Ned (The Ned Zone)
Ned Flanders acquisisce la possibilità di prevedere la morte delle persone e scopre che la morte di Homer avverrà per mano sua, quindi cerca in tutti i modi di stargli alla larga. Ciò nonostante Ned sarà costretto a sparare ad Homer, uccidendolo, quando questi sarà sul punto di far saltare in aria l'intera Springfield.
- Quattro decapitazioni ed un funerale (Four beheadings with a funeral)
Nella Londra di fine ottocento, Lisa e il suo aiutante Bart indagano sugli omicidi di alcune prostitute ad opera di un misterioso assassino. Nonostante gli indizi portino a far sospettare di Homer, Lisa scoprirà che il vero colpevole è in realtà il commissario Winchester e che Lou ed Eddie lo sapevano.
- Nel ventre di Burns (in the Belly of the Boss)
Homer, Marge, Bart e Lisa ridotti a miniature si introducono nel corpo di Montgomery Burns per recuperare la piccola Maggie anch'ella miniaturizzata e involontariamente ingoiata. La famiglia salverà la bimba ma non riuscirà a portare fuori dal corpo di Burns Homer, che ritornato a dimensioni normali, vivrà la propria vita sotto la pelle di Burns.

- Guest star: assente
- Frase alla lavagna: assente
- Gag del divano: assente

## Tutto è lecito in guerra e in cucina
- Sceneggiatura: Matt Selman
- Regia: Mark Kirkland
- Messa in onda originale: 14 novembre 2004
- Messa in onda italiana: 3 novembre 2005

Durante la ristrutturazione della cucina Homer ritrova dei vecchi numeri di Playdude, che Marge gli ordina di buttare. Tuttavia le riviste finiscono nelle mani di Bart e Milhouse, che decidono di vivere seguendo lo stile patinato della rivista. Marge invece partecipa ad un concorso di cucina, dove però viene sabotata dalle altre concorrenti. Per vendicarsi allora la donna sabota a sua volta i piatti di tutte le altre, senza sapere di essere vista da Lisa. Arrivata in finale insieme a Brandine Spuckler, Marge decide di rinunciare alla vittoria per non deludere ulteriormente la figlia.
- Guest star: James Caan (voce di se stesso), Thomas Pynchon (voce di se stesso)
- Frase alla lavagna: assente
- Gag del divano: in un paesaggio di montagna è presente una catapulta con alla sua estremità il divano. La famiglia Simpson si siede e viene lanciata oltre le montagne.

## A letto con il nemico
- Sceneggiatura: Jon Vitti
- Regia: Lauren MacMullan
- Messa in onda originale: 21 novembre 2004
- Messa in onda italiana: 9 novembre 2005

Lisa Simpson viene presa in giro dalle sue compagne di scuola e in particolar modo dalla gemelle Sherri e Terri per via del suo abbondante fondoschiena, che il padre Homer le spiega essere una caratteristica della famiglia Simpson. A quel punto Lisa decide di iniziare una dieta drastica. Intanto Marge, non sentendosi apprezzata dai propri figli, riversa il proprio amore materno su Nelson Muntz, scatenando il risentimento della signora Muntz. Tuttavia il ragazzo decide comunque di frequentare casa Simpson, con grande disappunto di Bart, che diventa vittima dei bullismi di Nelson. Per risolvere la situazione Bart ritrova il padre di Nelson, riportando la serenità in casa Muntz, e quest'ultimo come ultimo atto di riconoscenza verso i Simpson, umilia pubblicamente Sherri e Terri per vendicare Lisa.
- Guest star: assente
- Frase alla lavagna: assente
- Gag del divano: i Simpson arrivano in soggiorno, ma il divano non è presente. Pochi istanti dopo questo cade dall'alto.

## Ultime notizie: Marge si ribella
- Sceneggiatura: Tim Long
- Regia: Matthew Nastuk
- Messa in onda originale: 5 dicembre 2004
- Messa in onda italiana: 6 marzo 2006

Marge incontra Chloe Talbot una sua ex compagna di liceo, della quale da ragazza era molto amica, ma che non poté seguire all'università perché incinta di Bart. La donna è diventata una affermata giornalista in carriera e ciò suscita in Lisa un forte senso di ammirazione che rende Marge gelosa. Dopo un violento litigio fra le due ex amiche, Chloe porta Lisa con sé ad una conferenza, salvo poi ripiegare all'ultimo momento alla volta di un vulcano in eruzione per poter essere la prima ad avere lo scoop. Tuttavia le due rischieranno di essere travolte dalla lava: Marge riesce a mettere la figlia in salvo, mentre Chloe viene provvidenzialmente salvata da Barney Gumble, suo fidanzato ai tempi del liceo.
- Guest star: Kim Cattrall (voce di Chloe Talbot)
- Frase alla lavagna: Stuzzicare un procione morto non è una ricerca scientifica
- Gag del divano: dopo essersi seduti sul divano, si nota che tutti i componenti della famiglia Simpson, al posto della loro faccia, hanno quella di Boe.

## Bart, l'ometto di casa
- Sceneggiatura: Joel H. Cohen
- Regia: Mike B. Anderson
- Messa in onda originale: 12 dicembre 2004
- Messa in onda italiana: 7 marzo 2006

Dopo aver perso l'ultimo dente da latte, Bart inizia a soffrire per la propria infanzia perduta, in quella che egli stesso definisce "crisi di mezza età". Su consiglio di Lisa, Bart sfoga la propria frustrazione in maniera artistica, scrivendo alcune frasi provocatorie su delle T-Shirt, che incontrano immediatamente l'apprezzamento degli altri ragazzi. Al punto di convincere Bart a realizzarne in quantità e venderle. Successivamente l'attività di Bart viene rilevata dal bizzarro imprenditore Goose Gladwell, che fa diventare la linea di T-Shirt di grande moda. Homer estromesso dall'attività di Bart inizialmente decide di aiutare Lisa in un compito di scienze, ma riesce a riconquistare la fiducia del figlio, quando fa rispettare i diritti economici del figlio davanti al tentativo di truffa di Goose.
- Guest star: Eric Idle (voce di Declan Desmond), Leo Gullotta (voce italiana di Goose Gladwell)
- Frase alla lavagna: assente
- Gag del divano: i Simpson, dopo essersi seduti sul divano, vengono mangiati da un pesce dell'ordine dei lofiformi, che ha usato la sua lanterna a forma di divano come esca.

## Bando al contrabbando
- Sceneggiatura: Marc Wilmore
- Regia: Nancy Kruse
- Messa in onda originale: 16 gennaio 2005
- Messa in onda italiana: 4 novembre 2005

Durante una festa alla centrale nucleare, in cui il signor Burns si mostra insolitamente gentile con i propri dipendenti, viene annunciato che la centrale annullerà ad effetto immediata l'assicurazione sanitaria per i propri dipendenti. Seguendo l'esempio di Burns, molte altre attività rinunciano all'assicurazione sanitaria, rendendo i farmaci sempre più rari e di difficile reperimento. Homer, insieme al nonno ad Apu e a Ned Flanders decidono di avviare un contrabbando di farmaci dal Canada. Tuttavia la loro attività viene interrotta quando vengono scoperti alla frontiera ed espulsi dal Canada. Insospettabilmente l'ultimo carico di medicinali di contrabbando sarà possibile grazie all'aiuto di Burns, che deve procurarsi le pillole per curare la tiroide che sta uccidendo Waylon Smithers. Al ritorno l'assicurazione sanitaria sarà ripristinata da Burns.
- Guest star: assente
- Frase alla lavagna: assente
- Gag del divano: i Simpson si siedono sul divano senza che accada nulla. Lisa si gira verso la telecamera e afferma: «Che c'è? Non possiamo sederci sul divano senza che non succeda niente?», ma subito dopo Homer viene colpito al petto da una lancia.

## Marge a tutta birra
- Sceneggiatura: Michael Price
- Regia: Mark Kirkland
- Messa in onda originale: 30 gennaio 2005
- Messa in onda italiana: 10 novembre 2005

Un ispettore della sanità visita la taverna di Boe, riscontrando diverse violazioni al codice sanitario e decide di farla chiudere finché non rispetterà le norme igieniche. I clienti affezionati sono distrutti per l'accaduto, soprattutto Homer, che appena dopo aver estinto il mutuo, decide di mettere un'ipoteca sulla sua casa per aiutare Boe a riaprire il bar. La reazione di Marge è furiosa e decide di occuparsi personalmente della ristrutturazione del locale, facendolo diventare un British pub. Mentre la fama del nuovo locale decolla, Marge e Boe cominciano a conoscersi e diventano buoni amici, ma Homer, geloso, è convinto che ci sia qualcosa di più di una semplice amicizia. Difatti i due stanno diventando sempre più intimi, scambiandosi pensieri e iniziando a condividere forti sentimenti. A un certo punto Homer, trovandosi da solo al cinema con Marge, viene raggiunto da Boe che gli conferma che ormai i due si raccontano tutto. Marge si toglie la fede dicendo ad Homer che "le prude il ditino", segno che fa capire a Homer che inizia a provare qualcosa per Boe e rischia di tradirlo.
Tuttavia egli non ha tutti i torti, poiché Boe, realmente innamorato di Marge, trama di portargliela via. Homer, spaventato, decide di seguirli in aereo prima che possano andare ad una riunione. A quel punto Boe si dichiara a Marge, ma in quel momento sopraggiunge Homer che si frappone fra i due. Boe tuttavia gli dà prova di meritarsi Marge molto più di lui dimostrando di conoscerla meglio. Homer, deluso, riconosce la propria sconfitta e si allontana, conscio del fatto che abbia vinto Boe. Questi, esaltato e incredulo di aver vinto, promette a Marge di essere il miglior compagno del mondo. Lei però gli ricorda che è sposata con Homer, di amarlo e avere messo su famiglia con lui. Pertanto chiede scusa a Boe e decide di rimanere col marito. Il barista si ritrova col cuore infranto ma la donna lo raggiunge nel finale dell'episodio confermandogli di aver dimostrato di poter essere un grande marito.
- Guest star: assente
- Frase alla lavagna: assente
- Gag del divano: nel deserto è presente il soggiorno fatto in sabbia di casa Simpson. Appena la famiglia, stanca e disidratata, arriva sul divano, l'intero soggiorno collassa.

## Homer annega nel suo diluvio universale
- Sceneggiatura: Tim Long
- Regia: Steven Dean Moore
- Messa in onda originale: 6 febbraio 2005
- Messa in onda italiana: 7 novembre 2005

Durante una fiera di beneficenza Homer improvvisa un balletto imbarazzante che viene filmato e pubblicato su internet dall'Uomo dei fumetti. Ben presto il video fa il giro del mondo finché alcune star del football decidono di acquistare i diritti del balletto da Homer per farlo allo stadio durante le partite.
Intanto Ned Flanders realizza un video molto cruento dell'assassinio di Abele da parte di Caino. Tutti ne sono entusiasti, soprattutto il signor Burns che decide di finanziare i film biblici di Ned. Così viene prodotto "I racconti del vecchio testamento" ma alla prima del film Marge protesta per la violenza mostrata e decide di boicottare il finanziatore Burns, il quale si dichiara sconfitto. Intanto Homer all'apice del successo e della fama, viene convocato dal commissario del football per coreografare lo show del Super Bowl. Incapace di sviluppare una buona idea per lo show Homer incontra Ned in chiesa e insieme decidono di rappresentare un racconto biblico al Super Bowl. Il racconto scelto è l'arca di Noè; quando alla fine Ned appare leggendo un passo della Bibbia la folla non gradisce e fischia la forzatura religiosa loro imposta.
- Guest star: Tom Brady (voce di se stesso), LeBron James (voce di se stesso), Michelle Kwan (voce di se stessa), Yao Ming (voce di se stesso), Warren Sapp (voce di se stesso)
- Frase alla lavagna: assente
- Gag del divano: i Simpson, salendo ognuno sulle spalle dell'altro, costruiscono un totem.

## Marachella rap
- Sceneggiatura: Matt Selman
- Regia: Mike B. Anderson
- Messa in onda originale: 13 febbraio 2005
- Messa in onda italiana: 11 novembre 2005

Bart vede in TV una pubblicità di un concerto del rapper Alcatraz che avrà luogo a Springfield e vuole andarci. Bart ottiene il permesso da Homer, ma Marge lo scopre e rifiuta di far uscire Bart, così anche Homer cambia idea. Bart però esce di nascosto dalla sua stanza e va comunque al concerto, in cui riesce anche a cantare un rap, ma tornato a casa Bart scopre che i suoi genitori sanno che ha disubbidito e si apprestano a punirlo severamente. Per evitare la punizione, Bart finge di essere stato rapito e va a nascondersi nell'appartamento del padre di Milhouse a sua insaputa. Winchester capisce di avere una pessima reputazione da agente di Polizia, così si mette ad indagare seriamente sul caso e mette insieme le tracce necessarie fino a trovare Bart. Mentre Kirk Van Houten viene arrestato, Winchester viene esaltato come eroe della città e promosso a Commissario di Polizia, ma Bart, che si sente colpevole per aver fatto finire in galera il padre del suo migliore amico, rivela a Winchester di non essere stato rapito: Winchester però mostra a Bart che con la sua bugia tutti sono più felici, dato che lui è stato promosso e che Kirk in prigione riceve tre pasti al giorno e ha un nutrito seguito di donne fuori dal carcere che lo amano. Lisa nel frattempo trova nella casetta sull'albero una maglietta del concerto rap di Alcatraz, capendo che Bart ha finto di essere stato rapito. Lisa cerca di parlarne ad Homer, ma l'uomo ha già venduto i diritti della storia del rapimento ad Hollywood e le dice di tacere. Lisa va dal direttore Skinner per chiedere aiuto e i due cominciano ad indagare e svelano la bugia di Bart da cui tutti stanno traendo beneficio. Bart, Homer e Winchester vanno nella villa del rapper Alcatraz, dove Lisa si era recata per visionare il filmato del concerto, e convincono Lisa a passare sopra la bugia. Alla fine tutti festeggiano nella villa di Alcatraz.
- Guest star: 50 Cent (voce di se stesso)
- Frase alla lavagna: assente
- Gag del divano: il pavimento del soggiorno è una scacchiera e i componenti della famiglia Simpson sono dei pezzi degli scacchi.

## Gay, un invito a nozze
- Sceneggiatura: J. Stewart Burns
- Regia: Nancy Kruse
- Messa in onda originale: 20 febbraio 2005
- Messa in onda italiana: 8 marzo 2006

Dopo che un giornalista ha sconsigliato alla nazione di visitare Springfield, la cittadinanza per risollevare le sorti del turismo locale decide di legalizzare il matrimonio fra persone dello stesso sesso. Tuttavia il reverendo Lovejoy si rifiuta di celebrare matrimoni gay, e scoprendo che ogni matrimonio viene pagato 200 dollari per cerimonia, Homer si fa ordinare sacerdote via internet e inizia a celebrare matrimoni, senza porsi alcun problema su chi (o cosa) siano i contraenti del matrimonio. Cogliendo l'occasione, Patty fa coming out e decide di sposarsi con Veronica, una donna conosciuta sui campi di golf. Marge inizialmente tollerante con tutte le coppie, si rivela piuttosto a disagio con la nuova condizione della sorella. Tuttavia il matrimonio salta, quando si scopre che la donna è in realtà un uomo, e l'episodio termina con la riconciliazione di Patty e Marge.
- Guest star: assente
- Frase alla lavagna: assente
- Gag del divano: i Simpson, vestiti da giocatori di hockey e con diverse ferite, portano in mano la Stanley Cup.

## Parenti serpenti, fratelli coltelli
- Sceneggiatura: Jeff Westbrook
- Regia: Bob Anderson
- Messa in onda originale: 6 marzo 2005
- Messa in onda italiana: 9 marzo 2006

Lisa, dopo l'ennesima marachella di Bart, ottiene dal tribunale un'ordinanza restrittiva, che costringe il fratello a restarle lontano di 7 metri prima e di 61 dopo; Bart si abitua a vivere nella natura e infine costruisce una statua di Lisa con la paglia. Lisa, credendo che il fratello le stia costruendo il monumento perché le vuole bene, decide di perdonarlo, ma subito dopo scopre che Bart ha fatto quella statua solo per poterla incendiare, perché considera la sorella una strega che gli ha rovinato la vita. Lisa allora capisce di aver esagerato e perdona ugualmente Bart bruciando l'ordinanza restrittiva. Intanto Homer prende il posto di Abe Simpson al supermercato Baraonda, scoprendo che il proprietario non li fa ritornare a casa di notte. Ma questo è anche un vantaggio: dovendo restare nel negozio i dipendenti possono rubare ciò che vogliono!
- Guest star: Gary Busey (voce di se stesso), Jane Kaczmarek (voce del giudice Grazia Negata)
- Frase alla lavagna: La birra in una confezione da latte non è latte
- Gag del divano: dall'inquadratura dei Simpson seduti sul divano, sulle note di Così parlò Zarathustra, la camera allarga l'immagine, inquadrando prima la Terra, poi il sistema solare, la Via Lattea e altre galassie, che si trasformano in atomi, poi allargando ancora l'inquadratura si vedono le molecole, poi le cellule e infine l'immagine ritorna sui Simpson seduti sul divano.

## Adozione made in Cina (bimba in adozione, marito in prestito)
- Sceneggiatura: Lawrence Talbot
- Regia: Lance Kramer
- Messa in onda originale: 13 marzo 2005
- Messa in onda italiana: 10 marzo 2006

Mentre sta facendo l'esame di guida al signor Burns, Selma Bouvier ha un incidente e scopre di essere entrata in menopausa e quindi di non poter mai più avere un figlio. Per vivere la maternità decide quindi di adottare una bambina cinese, ma perché l'adozione possa essere effettuata Selma dovrà trascorrere del tempo in Cina e dimostrare di essere sposata. Homer finge di essere il marito di Selma, mentre Marge la baby-sitter dei loro tre bambini: Bart, Lisa e Maggie. Madam Wu, l'addetta alle adozioni crede alle bugie di Homer e Selma e concede l'adozione della piccola, ma quando scopre Homer e Marge a scambiarsi effusioni, capisce l'inganno e riprende indietro la bambina. I Simpson tentano un rapimento, ma il piano viene sventato. Alla fine Selma affronta la burocrate facendo leva sui comuni sentimenti di donne single e senza figli, dove Madam Wu rivela che anche lei era cresciuta senza un padre (campione di ping pong morto soffocato da una pallina il giorno prima dell'invenzione della Heimlich), Alla fine decide di dare la bambina a Selma.
- Guest star: Lucy Liu (voce di Madam Wu), Robert Wagner (voce di se stesso)
- Frase alla lavagna: assente
- Gag del divano: il soggiorno è buio e si notano molti occhi. La famiglia Simpson accende la luce e parecchi personaggi secondari della serie gridano "Sorpresa!"; Homer per lo shock ha un infarto.
- Curiosità: alla fine dell'episodio, durante i crediti, si potrà vedere un breve tutorial su come disegnare Bart

## Roulotte russa
- Sceneggiatura: Tim Long
- Regia: Raymond S. Persi
- Messa in onda originale: 20 marzo 2005
- Messa in onda italiana: 13 marzo 2006

La famiglia Simpson decide di fare economia sulle spese, mettendo l'intera gestione economica in mano a Marge, che si rivela incredibilmente spilorcia, ma che riesce a mettere da parte un bel gruzzoletto. Tuttavia Homer spende tutti i risparmi accumulati per comprare un lussuosissimo camper ipertecnologico, e la cosa manda Marge su tutte le furie. Dopo una furiosa lite, Homer decide di vivere nel camper, mentre Bart e Lisa si vedono costretti a dividersi fra casa e il camper. Alla fine per far riconciliare i genitori decidono di riconsegnare il camper alla concessionaria, guidando loro stessi, ma perdendo il controllo sull'autostrada. Per salvare i figli Homer e Marge si ritroveranno più affiatati che mai e faranno pace. Intanto il camper finisce nel mare e il proprietario sbeffeggia i Simpson perché non gli deve restituire i soldi.
- Guest star: assente
- Frase alla lavagna: assente
- Gag del divano: dopo che la famiglia si è seduta sul divano, Telespalla Bob si toglie la maschera di Homer e tenta di uccidere Bart.

## Homer, un canarino in gabbia
- Sceneggiatura: Bill Odenkirk
- Regia: Matthew Nastuk
- Messa in onda originale: 3 aprile 2005
- Messa in onda italiana: 14 marzo 2006

Marge decide di contattare l'architetto Frank Gehry per costruire un teatro a Springfield. Dal momento che nessuno in città ama la musica classica, esso si rivela un fallimento e viene comprato dal signor Burns che lo trasforma in una prigione di massima sicurezza. Per incrementare l'arresto dei criminali a Springfield, l'uomo decise di riportare in vigore vecchie leggi ormai abbandonate. Homer, che prima tentò di essere assunto come guardia, ma fu respinto poiché Otto sostituì i test delle urine, viene arrestato per aver dato 5 calci ad una lattina (che costituiscono "trasporto clandestino di rifiuti"). In prigione, egli inizia a fare la spia a pagamento, ma poi viene scoperto dai prigionieri che decidono di tendergli un agguato per ucciderlo. Alla fine Homer viene salvato e i criminali vengono trasferiti in una prigione molto più sicura. Bart e Lisa scoprono che Palla di Neve ha una seconda famiglia, che lo chiama Fumetto.
- Guest star: Frank Gehry (voce di se stesso), Charles Napier (voce dell'ufficiale Krackney)
- Frase alla lavagna: assente
- Gag del divano: dopo che la famiglia è arrivata sul divano, si apre una botola dove esce del fuoco. Il divano inizia a ruotare sopra le fiamme come se fosse un girarrosto e i capelli di Marge prendono fuoco.

## Future-Drama
- Sceneggiatura: Matt Selman
- Regia: Mike B. Anderson
- Messa in onda originale: 17 aprile 2005
- Messa in onda italiana: 15 marzo 2006

Bart e Lisa si ritrovano nel laboratorio del prof. Frink, che utilizza la scienza dell'astrologia sul suo nuovo computer per mostrare ai due ragazzi il loro futuro 8 anni dopo. Nel futuro, Maggie è via in un viaggio in Alaska, Homer e Marge si sono separati, e Bart e Lisa sono pronti per il loro ballo scolastico. Lisa va al ballo con Milhouse, che adesso è più palestrato, mentre Bart esce con Jenda, una ragazza che ama andare in skateboard. Lisa si sta per diplomare con due anni di anticipo, e andrà all'Università di Yale (adesso di proprietà della McDonald's) grazie ad una borsa di studio finanziata dal sig. Burns come punizione per aver rubato il Natale. Anche Bart si sta diplomando e si prepara a passare alla fase successiva del suo rapporto con Jenda, vorrebbe sposarla, ma la sua visione del loro futuro insieme convince Jenda a lasciare Bart. Lavorando part-time al Jet Market, adesso gestito da Apu con i suoi figli, Bart finisce per salvare la vita del sig. Burns dal delinquente Serpente quando va alla sua villa a consegnargli le provviste. Come ricompensa, Burns dà a Bart la borsa di studio che era destinata a Lisa. Bart torna con Jenda, adesso che avrà un futuro, ma si ritrova nel laboratorio del prof. Frink e vede grazie al suo macchinario l'amaro futuro che attende Lisa con Milhouse. Bart decide allora di fare la cosa giusta ed evitare che Lisa distrugga la sua vita...
- Guest star: Amy Poehler (voce di Jenda, doppiata in italiano da Barbara De Bortoli), John DiMaggio (voce di Bender, doppiato in italiano da Dario Penne)
- Frase alla lavagna: assente
- Gag del divano: nel soggiorno entrano dei giocattoli a forma di mezzo di trasporto, che subito dopo si scopre essere dei Transformers che assumono le sembianze dei componenti della famiglia.

## Homer fra tetti e Tettone
- Sceneggiatura: Kevin Curran
- Regia: Mark Kirkland
- Messa in onda originale: 1º maggio 2005
- Messa in onda italiana: 16 marzo 2006

Dopo essere stato offeso da tutti, Homer va in un bar per camionisti chiamato "Tettone", dove fa la conoscenza di un uomo di nome Rio Immagina (chiamato Ray Magini in inglese), con cui stringe immediatamente amicizia e che gli promette di aiutarlo a riparare il tetto di casa. Rio però non si presenta all'appuntamento, né il giorno seguente né in tutti gli altri giorni a venire, nonostante Homer incroci spesso Rio in diverse occasioni. La famiglia arriva al punto di convincersi che in realtà Rio non esista, cosa che sarebbe confermata dal fatto che tutti coloro che hanno visto interagire Homer con Rio, rivelano di aver visto sempre Homer parlare da solo. Homer viene ricoverato in una clinica psichiatrica, dove viene posto sotto un trattamento di elettroshock da parte del dr. Hibbert, fino a che non si convince che Rio non esiste. A quel punto Rio compare sciogliendo ogni dubbio sulla sua esistenza. Infatti il barista del bar "Tettone" non vedeva Rio per via della benda all'occhio, mentre Bart non lo vedeva al ferramenta poiché vi era un buco nero (fatto spiegato da Stephen Hawking), mentre quando Marge chiede a Rio come mai non fosse mai andato a riparare il tetto lui risponde ironicamente dicendo di essere un appaltatore, riferimento satirico al luogo comune secondo cui gli appaltatori spesso non svolgono il loro lavoro in modo puntuale o affidabile. Arrabbiato per i trattamenti subiti, Homer fa riparare al dr. Hibbert il tetto di casa.
- Guest star: Ray Romano (voce di Rio Immagina), Stephen Hawking (voce di se stesso)
- Frase alla lavagna: assente
- Gag del divano: il soggiorno ha le sembianze di un grande puzzle dove vengono messe al loro posto le teste dei componenti della famiglia Simpson. Le teste di Homer e Maggie sono posizionate in modo errato e due mani le mettono al posto giusto.

## Bart infartato
- Sceneggiatura: Ian Maxtone-Graham
- Regia: Steven Dean Moore
- Messa in onda originale: 1º maggio 2005
- Messa in onda italiana: 17 marzo 2006

Nella scuola elementare di Springfield vengono messi diversi distributori che fanno male e ingrassano. A causa di esse, Bart Simpson diventa obeso e finisce in un centro di dimagrimento. Tuttavia, per permettersi i costi elevati del centro, i Simpson devono affittare la casa ad alcuni gruppi di tedeschi, che li trattano come schiavi. Bart, vedendo come la famiglia si è ridotta per lui, saccheggia e distrugge i distributori di merendine della scuola e finalmente decide di smettere. Alla fine i Simpson cacciano i tedeschi e tutto ritorna alla normalità.
- Guest star: Albert Brooks (voce di Tab Spangler)
- Frase alla lavagna: assente
- Gag del divano: in un paesaggio di montagna è presente una catapulta con alla sua estremità il divano. La famiglia Simpson si siede e viene lanciata oltre le montagne.

## Nascerà una stellina
- Sceneggiatura: Carolyn Omine
- Regia: Nancy Kruse
- Messa in onda originale: 8 maggio 2005
- Messa in onda italiana: 10 settembre 2007

La famiglia Simpson acquista verdure per portarle a casa e prepararle a pranzo e, dopo averle mangiate, si sente male, tranne Lisa, che è invece abituata. Per recuperare dalla malattia decidono di riposarsi e Lisa, per alleviare la sofferenza dei suoi familiari, canta una canzone; subito tutta la famiglia nota il suo talento nel canto. In televisione viene trasmesso un talent show per ragazzini condotto da Krusty il Clown, Nascerà una stellina e Lisa è una dei partecipanti, con Homer come autore delle sue canzoni. C'è un'altra partecipante, Clarissa, che canta una ninna nanna che fa commuovere il pubblico. Homer intanto scopre un altro ragazzo talentuoso partecipante al programma, di cui poi diventerà autore poiché litigherà con Lisa. Nelle finali del concorso, Clarissa viene eliminata, Lisa canta una canzone da lei stessa pensata in cui chiede scusa al padre e che commuove il pubblico. Allora Homer scrive una canzone di pessima qualità per il ragazzo in modo da far vincere Lisa.
- Guest star: Fantasia Barrino (voce di Clarissa), Giorgia (voce di Clarissa nella versione italiana)
- Frase alla lavagna: assente
- Gag del divano: in una parodia della sigla del telefilm Get Smart, Homer attraverso diverse porte raggiunge una cabina telefonica, compone un numero di telefono che lo fa cadere sopra il divano, dove si trovano già seduti gli altri componenti della famiglia.

## Apocalisse o non apocalisse
- Sceneggiatura: Don Payne
- Regia: Michael Marcantel
- Messa in onda originale: 8 maggio 2005
- Messa in onda italiana: 20 marzo 2006

Per Bart e Lisa è il giorno del taglio dei capelli, così Homer li accompagna al centro commerciale dove casualmente finiscono per guardare un film sull'Apocalisse. Homer resta traumatizzato e calcola, influenzando l'intera città, che resta una settimana al giorno del giudizio, ma si sbaglia e viene accusato di essere un visionario. Accortosi di aver sbagliato un numero e quindi che il calcolo in realtà diceva che l'Armageddon sarebbe venuto un giorno dopo quello previsto la prima volta, Homer cerca nuovamente di convincere la sua famiglia a seguirlo nel monte dove vi sarebbe stata l'Assunzione. Nessuno gli crede e Homer va da solo. Sulle prime non succede nulla ed egli crede di aver sbagliato, ma subito dopo si accorge di stare fluttuando nello spazio e che quindi aveva ragione. Homer viene ammesso in Paradiso, dove ha tutto ciò che desidera, ma la sua famiglia e il resto di Springfield stanno soffrendo l'Inferno sulla Terra. Homer si rivolge a Dio, pregandolo di riscrivere il tempo e rimandare l'Apocalisse. La sua richiesta viene accolta e Homer torna sulla Terra. Poiché, come ultimo favore, Homer aveva chiesto a Dio di non essere più ritenuto matto dalla sua famiglia e dalla sua città e di far ritornare come era prima il bar di Boe (Boe lo aveva venduto a degli asiatici perché credeva nel giorno del giudizio), tutto torna alla normalità.
- Guest star: assente
- Frase alla lavagna: assente
- Gag del divano: dopo essersi seduti sul divano, si nota che tutti i componenti della famiglia Simpson, al posto della loro faccia, hanno quella di Boe.

## Casa alla larga da Homer
- Sceneggiatura: Joel H. Cohen
- Regia: Bob Anderson
- Messa in onda originale: 15 maggio 2005
- Messa in onda italiana: 21 marzo 2006

Ned Flanders ospita a casa propria due studentesse russe, che però a sua insaputa trasmettono via internet dei filmati softcore. La cosa diviene di pubblico dominio e l'unico a non saperne nulla è proprio Flanders, che viene deriso dall'intera Springfield. Quando alla fine anche Flanders scopre come stanno le cose, umiliato e offeso dal comportamento dei suoi concittadini decide di abbandonare la città e trasferirsi a Humbleton. Per Flanders e i suoi figli inizialmente la situazione a Humbleton è idilliaca, dato che tutti gli abitanti sono incredibilmente gentili e affabili, come loro. Tuttavia quando la città gli chiede ufficialmente di tagliarsi i baffi, Flanders si rende conto che la zuccherosità di Humbleton è troppo anche per lui e decide di ritornare a Springfield, per la gioia di Homer, oggetto di continue vessazioni da parte del suo nuovo vicino, Clay “Coach Clay” Roberts, un violento fanatico del culturismo.
- Guest star: Jason Bateman (voce di se stesso)
- Frase alla lavagna: La caccola non è un segnalibro
- Gag del divano: i Simpson, dopo essersi seduti sul divano, vengono mangiati da un pesce dell'ordine dei lofiformi, che ha usato la sua lanterna a forma di divano come esca.

## Padre, figlio e spirito pratico
- Sceneggiatura: Matt Warburton
- Regia: Michael Polcino
- Messa in onda originale: 15 maggio 2005
- Messa in onda italiana: 22 marzo 2006

Bart viene espulso dalla scuola da Skinner per via di una marachella, il cui vero responsabile era Willie. I Simpson quindi iscrivono il ragazzo ad una scuola cattolica, dove dopo qualche intemperanza, Bart inizia a trovarsi particolarmente bene e finisce per convertirsi al cattolicesimo. Homer decide di parlare con padre Sean e portare via Bart, ma finisce per essere tentato dai pancake e dal bingo e decide di convertirsi anche lui. Marge, Ned Flanders e il reverendo Lovejoy decidono di intervenire per riportare alla fede protestante almeno Bart. Ne consegue una rissa fra Lovejoy e padre Sean, che si conclude soltanto grazie all'intervento di Bart, che con insospettabile saggezza, fa notare come sia stupido che diverse forme di cristianesimo siano in competizione fra loro.
- Guest star: Liam Neeson (voce di Padre Sean)
- Frase alla lavagna: assente
- Gag del divano: i Simpson sono sotto forma di palloncini che avanzano verso il divano. Il palloncino a forma di Homer viene però fatto scoppiare da Palla di neve.